# Patrick Roberts
Patrick John Joseph Roberts (nascut el 5 de febrer de 1997) és un futbolista professional anglès que juga com a volant al Sunderland AFC. Anteriorment va jugar amb el Fulham FC i el Celtic, on va estar cedit entre el gener de 2016 i el maig de 2017, i després entre l'agost de 2017 i el maig de 2018.

## Carrera de club

### Fulham
Va arribar al Fulham FC des de l'AFC Wimbledon als 13 anys, i va signar-hi el seu primer contracte professional poc després de fer 17 anys, el febrer de 2014, comprometent-se amb el club fins l'estiu de 2016.
Roberts va ser convocat per primera vegada el 15 de març de 2014 en un partit de la Premier League contra el Newcastle United, i l'entrenador del Fulham, Felix Magath el va descriure com a "un talent extraordinari". El 22 de març de 2014, va debutar entrant com a substitut al minut 55 en una derrota a la Premier League contra el Manchester City. El 5 de maig, va marcar al partit de tornada de la final de la Copa de juvenils, que el Fulham va perdre contra el Chelsea FC per un resultat global de 7-6. El primer partit de Roberts de la temporada 2014–2015 va ser entrant com a substitut al primer partit, contra l'Ipswich Town el 9 d'agost, donant una assistència de gol poc després de saltar al camp. Va ser titular per primera vegada el 20 d'agost de 2014 en un partit a casa contra els Wolverhampton Wanderers FC.

### Manchester City
El 19 de juliol 2015, Roberts va signar pel Manchester City en un contracte de llarga durada. No es va divulgar el cost del traspàs, però es creu que va estar al voltant dels 12 milions de lliures. Roberts va debutar substituint Jesús Navas contra el Reial Madrid en la pretemporada de 2015. El 22 de setembre de 2015, Roberts va debutar al primer equip del Manchester City entrant com a substitut en una victòria per 4 a 1 contra el Sunderland a la Copa de la Lliga. Va debutar a la Premier amb el City en una derrota per 4 a 1 contra el Tottenham Hotspur FC, substituint Sergio Agüero.

#### Cessions al Celtic
El 29 de gener de 2016, es va anunciar que el Celtic i el Manchester City havia acordat la cessió de Roberts per 18 mesos. El traspàs es va confirmar l'1 de febrer. Va jugar amb l'equip sub-20 al cap de dos dies en una victòria per 4 a 0 contra el Motherwell, marcant el quart gol del Celtic a l'últim minut i assistint els altres tres gols. Roberts va debutar al primer equip del Celtic el 20 de febrer de 2016, entrant com a substitut als minuts finals de la victòria del Celtic per 3 a 0 contra l'Inverness CT al Celtic Park. Va ser titular per primer cop el 2 de març en un partit de lliga a casa contra el Dundee. El Celtic només va poder empatar a zero, però es va elogiar el joc de Roberts i es va dir que havia mostrat "llampecs del seu talent".
El 2 d'abril de 2016, Roberts va marcar per primera vegada en competició sènior de clubs, marcant dos gols en una remuntada del Celtic per 3 a 1 contra el Hearts. Va ser proclamat Jugador Escocès del Mes d'abril en demostrar un estat de forma impressionant, marcant tres gols. Va tornar a marcar dos gols el 8 de maig en una victòria per 3 a 2 contra l'Aberdeen, ajudant el Celtic a guanyar matemàticament el títol de la Lliga escocesa. Roberts va marcar un altre gol l'últim partit de la temporada, en una pallissa per 7 a 0 al Motherwell, acabant amb 7 gols en 12 partits amb el Celtic.
Roberts va debutar a la Lliga de Campions el 20 de juliol de 2016, sortint de titular i marcant en una victòria per 3 a 0 contra els Lincoln Red Imps. Abans havia renunciat a representar Anglaterra a l'Eurocopa sub-19 per ajudar el Celtic a classificar-se per a la fase de grups de la Lliga de Campions. El 6 de desembre 2016, Roberts va marcar un gol impressionant i va ser proclamat millor jugador del partit en un partit de Lliga de Campions contra el mateix Manchester City.
Va acabar la temporada 2016–2017 amb 43 partits i 15 goals, ajudant al Celtic a completar una temporada imbatuts en competició nacional, guanyant el sisè títol de lliga consecutiu.
El 28 d'agost de 2017, es va anunciar que Roberts tornava amb el Celtic per una nova cessió d'una temporada. El novembre, en un partit contra el Motherwell, Roberts es va lesionar als isquiotibials i va quedar fora de les convocatòries durant uns quants mesos. Va tornar en el partit de tornada contra el mateix equip el 18 de març de 2018, entrant per James Forrest en un empat a zero.

#### Cessió al Girona
El 14 d'agost de 2018, el Girona FC va anunciar que havia arribat a un acord amb el Manchester City per a perincorporar Patrick Roberts com a cedit.

## Carrera com a internacional
Roberts ha representat Anglaterra a les seleccions sub-16, sub-17 i sub-19. Va tenir un paper important en la victòria anglesa a l'Eurocopa sub-17 de 2014 a Malta, marcant tres gols, donant tres assistències, i sent seleccionat per l'equip ideal del torneig.
L'agost de 2014 Roberts va ser convocat per primera vegada a l'equip sub-19 d'Anglaterra. Encara que llavors només tenia 17 anys, Roberts va ser molt important en la fase de classificació de l'equip sub-19 per l'Eurocopa de 2015. En els tres partits de grup que van jugar, Roberts va marcar quatre gols i va fer quatre assistències. Abans havia renunciat a ser a l'equip que jugaria l'Eurocopa sub-19 per ajudar al Celtic a la fase de classificació per la Lliga de Campions. Roberts també havia de ser seleccionat per a l'equip sub-20 d'Anglaterra que participaria en el Mundial sub-20, però va preferir jugar amb el Celtic a la final de la Copa escocesa de 2017.

## Vida privada
Roberts va néixer a Kingston-upon-Thames, a la zona del Gran Londres. Els seus dos pares són de Merseyside i es diu que de petit era del Liverpool.

## Estadístiques
A partit jugat el 13 de maig de 2018
| Club                | Temporada           | Lliga                | Lliga   | Lliga | Copa    | Copa | Copa de la Lliga | Copa de la Lliga | Europa  | Europa | Total   | Total |
| Club                | Temporada           | Divisió              | Partits | Gols  | Partits | Gols | Partits          | Gols             | Partits | Gols   | Partits | Gols  |
| ------------------- | ------------------- | -------------------- | ------- | ----- | ------- | ---- | ---------------- | ---------------- | ------- | ------ | ------- | ----- |
| Fulham FC           | 2013–14             | Premier League       | 2       | 0     | 0       | 0    | 0                | 0                | —       | —      | 2       | 0     |
| Fulham FC           | 2014–15             | Championship         | 17      | 0     | 2       | 0    | 1                | 0                | —       | —      | 20      | 0     |
| Fulham FC           | Total               | Total                | 19      | 0     | 2       | 0    | 1                | 0                | —       | —      | 22      | 0     |
| Manchester City     | 2015–16             | Premier League       | 1       | 0     | 0       | 0    | 2                | 0                | 0       | 0      | 3       | 0     |
| Celtic (cedit)      | 2015–16             | Scottish Premiership | 11      | 6     | 2       | 0    | —                | —                | —       | —      | 13      | 6     |
| Celtic (cedit)      | 2016–17             | Scottish Premiership | 32      | 9     | 4       | 0    | 2                | 0                | 9       | 2      | 47      | 11    |
| Celtic (cedit)      | 2017–18             | Scottish Premiership | 8       | 0     | 1       | 0    | 3                | 0                | 3       | 1      | 15      | 1     |
| Celtic (cedit)      | Total               | Total                | 52      | 15    | 7       | 0    | 7                | 0                | 12      | 3      | 82      | 18    |
| Girona FC           | 2018–19             | Primera divisió      | 0       | 0     | 0       | 0    | —                | —                | —       | —      | 0       | 0     |
| Total de la carrera | Total de la carrera | Total de la carrera  | 71      | 15    | 9       | 0    | 8                | 0                | 12      | 3      | 104     | 18    |

1. 1 2  Partits de la Lliga de Campions

## Palmarès

### Club
Celtic
- Lliga escocesa: 2015–16, 2016–17,[39][45] 2017–18
- Copa de la Lliga escocesa: 2016–17,[39][46] 2017–18[47]
- Copa escocesa: 2016–17, 2017–18

### Internacional
Anglaterra sub-17
- Eurocopa sub-17: 2014[48]

### Individual
- Equip ideal de l'Eurocopa sub-17: 2014[35]
- Jugador del mes de la Lliga escocesa: abril de 2016[49]